# 三浦まい
三浦 まい（みうら まい、1991年5月30日 - ）は、日本のAV女優。マークスジャパン所属。

## 略歴・人物
東京都出身。2010年8月、イメージビデオでデビュー。10月、プレステージよりAVデビュー。MGS動画で行われた「MGSシンデレラ☆オーディション」で1位となっている。2013年に引退。
特技は暗記・陸上・テニス、趣味はお絵かき。

## 出演作品

### イメージビデオ
- Pretty Pop（2010年8月26日、グラッツコーポレーション）
- ALL T CLOTHES（2012年11月28日、オルスタックピクチャーズ）「三崎麻衣」名義
- pg（2013年2月25日、ターンテーブル）「綾瀬まい」名義
- 男の願望かなえます（2013年2月27日、オルスタックピクチャーズ）「三崎麻衣」名義
- つるるんベイベー（2013年6月1日、心交社）「火浦まい」名義

### アダルトビデオ
2010年
- 続・素人娘、お貸しします。VOL.05、（10月21日、プレステージ）
- 女子キャンナウ 07（11月18日、プレステージ）
- 職女。 File 10（12月16日、プレステージ）

2011年
- 突撃!!女子のお宅に、おじゃまします。 issue.05（1月1日、プレステージ）
- INNOCENT HEARTS（2月23日、プレステージ）
- NEW REC CASE-03.（3月23日、プレステージ）
- 家庭教師 誘惑のキス（6月4日、BeFree）
- 思春期な微乳 くびれるカラダとドMな乳首（6月5日、ワープエンタテインメント）
- 女子大生まいのHなキャンパスライフ（7月13日、ハヤブサ）
- 素人 あやせ●るか生中出し（7月15日、プラム）※あやせ名義[3]
- スーパーデジタルモザイク AYASE みんなの恋人（8月7日、桃太郎映像出版）※AYASE名義[4][5]
- フェラチオ上手なJK お口使いの上手な女子校生たち（8月19日、GLAY’z IMPACT）
- 生姦×種付け×女子大生（9月10日、KIプランニング）「高野利奈」名義
- 「通常業務でも股間を握れない看護師にせんずりを見せつけたら 恥じらいながら指コキでヤられた」 VOL.2（10月6日、DANDY）
- 授業参観痴漢（10月6日、ナチュラルハイ）
- 2on2 友情と恥辱のガチンコ勝負！親友のカラダを賭けた生贄ゲーム!! part7（10月13日、はじめ企画）
- 素人娘1泊2日中出し旅行（10月20日、プレステージ）
- 男女混合シェアハウス（10月25日、kawaii*）
- フェラコレ2011秋SP（10月25日、ハヤブサ）
- 満員電車で痴漢されガニ股でイキ続ける痙攣女 3（10月6日、ナチュラルハイ）
- 犯り捨て×お姉さん（11月12日、KIプランニング）「金井まいこ」名義[6]
- 舐めビッチ 制服ビッチのふしだら全身リップ（11月15日、ワープエンタテインメント）
- キスしながら乳首を責めて手こきして抜いてあげる 巨乳ギャル、ロリギャル、厳選35人の手コキテク満載（11月25日、ハヤブサ）
- 街角ガールズ「あなたのキス顔を見せて下さい」てなぐあいでナンパしちゃいました。 5（12月8日、SWITCH）
- スク水ロ●ータ中出し強姦（12月9日、TMA）

2012年
- スクール水着 尻コキ（1月1日、Fetishist/妄想族）
- 街角ガールズ「あなたのキス顔を見せて下さい」てなぐあいでナンパしちゃいました。 5（1月7日、プレステージ）
- 制服ニーソックス女子校生（1月13日、TMA）
- 私たちがオナホールで抜いてあげる（1月13日、TMA）
- お馬鹿でHでカワイイ女子大生にハメまくっちゃいました（4月13日、ハヤブサ）
- オヤジチンポにイカされ虜にされた美少女たち 21人（7月7日、桃太郎映像出版）
- 欲求不満の人妻たちがこぞって通う潮吹き不倫エステ 「私、あなたのモノだけじゃ物足りないの…」（7月17日、ラハイナ東海）
- kira☆kira BLACK GAL 黒ギャル女子校生 生姦JK連続中出しハイスクール（8月19日、kira☆kira）
- 日頃のストレスを発散しに来たOLを整体マッサージ中に執拗に刺激したら欲求不満そうな顔で体を寄せてきた…（9月11日、ラハイナ東海）
- 「同じマンションに住んでいる顔見知りの奥さんが‘夫が留守の日’限定で 自宅で密かに回春マッサージをしていた事実の対処法」（10月6日、DANDY）
- 非AV系一転!ま○こから溢れるほど中出し!45発! あのスキャンダルで芸能界を引退した女優 綾瀬京香20歳 高身長170センチ!心機一転再デビュー!（11月8日、michiru）「綾瀬京香」名義
- 個室ビデオ店にAVJを派遣します（11月16日、クリスタル映像）
- 美少女即ハメ白書 06（11月20日、プレステージ）
- 美女傀儡 4（12月21日、MAD）

2013年
- 恥ずかしすぎる国際線CAスイートクラス研修 Wキャスト（1月10日、サディスティックヴィレッジ）
- 着たままローション学園（2月7日、アキノリ）
- 日本中のお嬢さんを口説いてきた SOD伝説の秘密兵器!NEW マジックミラー号 「ナンパ」SP Vol.3 難攻不落の高嶺の花 奇跡のCA（キャビンアテンダント）5人Get編 in 国際空港 2（2月7日、SODクリエイト）
- 無類のレギンスフェチ 2（2月21日、KEU）
- 無防備な妹にオンナを感じたボク。 3（2月22日、クリスタル映像）
- はじめてのお尻は誰かに買って欲しくて今日までとっておきました。（3月22日、ワープエンタテインメント）
- 無類のジーンズフェチ 2（4月25日、KEU）
- ジョギング狩り!! 3（5月10日、MAD）
- 酒で酔わせてハチャメチャSEX 女子大生たちと犯りました by.酔娘伝（8月7日、桃太郎映像出版）
- 赤面!マジ友の前で羞恥 仲良しだから見せたくない!!ナンパされた2人組が恥ずかしい行為をお互いに見られるという究極の羞恥体験（6月10日、ホットエンターテイメント）
- 勃起クリトリス見せつけ 足コキ回春クリニック 〜癒しの裏本番性感フルコース〜（6月20日、ATOM）
- Girls Talk 028 女学生が保母さんを愛するとき…（6月15日、プラム）
- エレベーターに挟まれたデカ尻女子校生をガン突き（6月20日、ROCKET）
- 精液便女 Vol.16（6月22日、ラッシュ（サンクチュアリ））
- 集団変態痴漢バスに乗り合わせた女に性的な悪戯を強制執行!!恐怖のあまり声も出せずに、いつもより敏感になったカラダは汁まみれに!!グチョグチョにして最後は路上にポイ捨てするのが痴漢の美学!!（6月28日、ケイ・エム・プロデュース）
- ヒロインフルボッコ 忍者特捜隊バードファイター（7月26日、GIGA）
- 微乳 美女限定 20人 感じすぎるぺったんこオッパイ（8月7日、桃太郎映像出版）
- 俺の許可なく、絶対イクなッ!!!!! 2 早漏オンナをナマ殺す焦らし地獄のイキガマン（8月9日、ワープエンタテインメント）

2014年
- 「一緒に私のAV見ませんか?」個室ビデオ店でAVを物色していたボクの前に現れたのは…まさかのAV女優!?ドキドキしながら個室で一緒に鑑賞していると、どうやら彼女もムラムラしてきちゃったみたいで服を脱いでエロい声を出し始めた?!（1月10日、クリスタル映像）
- 魅惑の美人巨乳バニーガール2（1月23日、GARCON）
- 花魁撫子でありんす 花魁14号（1月24日、ワンダフル（ONE DA FULL））
- JKギャルズW淫語クイコミDANCE（2月5日、ジャネス）
- 働くオンナの淫語レズバトル 2 〜もしも職場で濃厚接吻、クンニ、双頭ディルド、ペニバンでレズられたら〜（2月25日、ジャネス）
- Temptation 危ない前貼りDANCE 3（3月15日、未来 フューチャー）
- 憧れの競泳水着美人インストラクターは生徒のモッコリ股間に敏感に欲情して密かに誘う!!（3月20日、GARCON）
- 5男7女!大家族の奔放すぎる性活 マミィの浮気と7姉妹の発情3時間スペシャル（3月20日、ブレスト）
- Double Dancer 3（3月25日、ジャネス）
- 素人騙し撮り 脱がし屋 美人限定 Vol.18（3月25日、ONE GENERATION）

### 写真集
- 秘密の女子寮・究極!Glamorous BODY★・（2011年4月11日、TriBrainCompany）

## テレビ出演
- グラドルAV鑑賞記 #17（2010年、つくばテレビ）
- おとなの子守唄（2013年5月、サンテレビ）